# Padang Bindu (Kedurang Ilir)
Padang Bindu is een bestuurslaag in het regentschap Bengkulu Selatan van de provincie Bengkulu, Indonesië. Padang Bindu telt 438 inwoners (volkstelling 2010).